# Сивко, Франц Иванович
Франц Сивко (1953, д. Вята Миорского района) ― белорусский прозаик и публицист.

## Биография
Окончил филологический факультет Белорусского государственного университета, в 1975—1980 преподавал язык и литературу в школе Верхнедвинска. С 1980 постоянно живёт в Витебске, работал учителем, заместителем директора школы, корреспондентом-организатором Бюро пропаганды художественной литературы Союза писателей БССР, в редакции газеты «Витебский рабочий». С 1993 по 2010 преподавал курс профессиональной лексики белорусского языка в Витебском государственном технологическом университете. После того, как в 2010 году, в пору давления идеологических служб на членов Союза белорусских писателей, администрация ВУЗа не заключила с ним контракт на дальнейшую преподавательскую деятельность, работал уборщиком при храме, корректором в издательстве.
С 1999 по 2009 являлся председателем Витебского областного отделения Союза белорусских писателей.

## Творчество
Автор пятнадцати прозаических книг, многочисленных публикаций на социально-этические темы в периодической печати. Лауреат литературных премий: журнала «Полымя», им. Владимира Короткевича, «Глиняный Велес». В творчестве затрагивает морально-этические и социальные проблемы, исследует особенности ментальности белорусского общества на переломных исторических этапах в контексте общечеловеческих ценностей. Отдает предпочтение жанрам притчи и эссе. Его произведениям присущи занимательность сюжета, своеобразность приёмов художественного воплощения авторского замысла, обращение к лексике ограниченного использования (например, диалектизмам) как средству наиболее полной характеристики персонажа, выявления его экзистенциальной и гражданской сущности. Рассказы переводились на болгарский, русский, осетинский языки.